# アナハイム大学
アナハイム大学（英語: Anaheim University、公用語表記: Anaheim University）は、カリフォルニア州オレンジ郡アナハイムに本部を置くアメリカ合衆国の私立大学。1996年大学設立。 
すべての課程をオンラインで修了することのできる最初のオンライン大学の一つである。大学は米国カリフォルニア州オレンジ郡アナハイムを拠点とし、アーバイン（カリフォルニア州オレンジ郡）と東京都港区（日本）にブランチを有している。
アナハイム大学には教育修士課程、黒澤明スクールオブフィルム、盛田昭夫ビジネススクールの三つの課程がある。またデビッドヌーナン言語教育研究所、黒川紀章グリーンインスティテュートの機関がある。黒川紀章グリーンインスティテュートと盛田昭夫ビジネススクールの協同により世界初のオンライングリーンMBAとして学際的プログラム「Online MBA in Sustainable Management」が設置されている。
アナハイム大学はTESOL（英語を母国語としない学習者に対する英語教育）のオンライン修士課程でよく知られている。教育修士課程の教授陣にはRod Ellis, Kathleen Bailey, Ruth Wajnryb, そして David Nunanらがいる。
Distance Education and Training Council (DETC)のAccreditationを取得したCouncil for Higher Education Accreditation (CHEA)認定のアメリカの大学である。

## 所在地
アナハイム大学の本部は米国、カリフォルニア州、アナハイムに位置する。アナハイム大学スタジオ、デジタルフィルムスタジオは米国カリフォルニア州アーバインに位置する。アナハイム大学の出先は東京都港区南青山にあり、ソニー創業者の一人盛田昭夫の元邸宅地に位置し、日本およびアジアの他地域への拠点となっていると共に、週末のクラスルーム授業を開催している。

## 大学院
大部分はオンラインで行われており、アメリカ合衆国における最も古いオンライン修士プログラムの一つである。
TESOL修士課程では、この大学院の学院長であり、前TESOL協会会長であった博士・デビッドニューナンを含む4人の著作家、言語学者による講義がある。TESOL修士課程の学科長は、博士Rod Ellis である。他には、アメリカ合衆国の言語学者であり前TESOL協会会長であるKathleen Baileyや、　オーストラリアの言語学者であるRuth Wajnrybらが教授として在籍している。

## 黒澤明スクールオブフィルム
黒澤明スクールオブフィルムは、映画学校である。名称は、映画監督・黒澤明に因む。初めてのプログラムは2010年3月に開始。

## 盛田昭夫ビジネススクール
アキオ・モリタ スクールオブビジネス（Akio Morita School of Business）は、ソニー創設者の一人である盛田昭夫を称えてての命名であり、アメリカ・カリフォルニア州を本拠とするアナハイム大学による運営のもと、東京・青山の旧盛田邸宅地に設置されている。オンラインとオンキャンパスのMBAプログラムの他、持続可能な経営の視点を取り入れたオンライングリーンMBAというプログラムを提供している。学校長は、Andrew Honeycuttとなっている。

## 黒川紀章グリーンインスティテュート
黒川紀章グリーンインスティテュート（Kisho Kurokawa Green Institute）は、アナハイム大学の特別顧問委員長であった建築家・黒川紀章により創始されたとしている。同じくアナハイム大学のプログラムであるアキオ・モリタ スクールオブビジネスとの協同によるプログラムが提供されており、「サステイナブル マネジメント（持続可能な経営）」を目指すオンラインのMBAプログラムは、「オンライングリーンMBA」と称されている。ここではNPOアカデミアファンデーションと協同による児童生徒に対する環境教育促進のためのプログラム、「グローバルエコキッズプロジェクト」も運営している。

## 過去および現在の協力関係
- アライアント国際大学 - アナハイム大学TESOLアライアンス
- ソウル大学校外国語研究所「グローバルラーニング講座シリーズ　アライアンス」
- 上智大学一般外国語教育センター「国際コミュニケーション講座シリーズ」
- コロンビア大学　アナハイム大学「Eye on Japan 講座シリーズ」
- ノースウェスタン大学　ケロッグ・スクール・オブ・マネジメント

## 主な著名人

### 卒業生
- 金澤延美：駒沢女子短期大学保育科教授（教育学研究科 TESOL（外国人のための英語教授法) 2002年修了）
- トレバー・ヒル：アウディ中東支社長（経営学研究科 Online Global MBA 修了）